# Percival

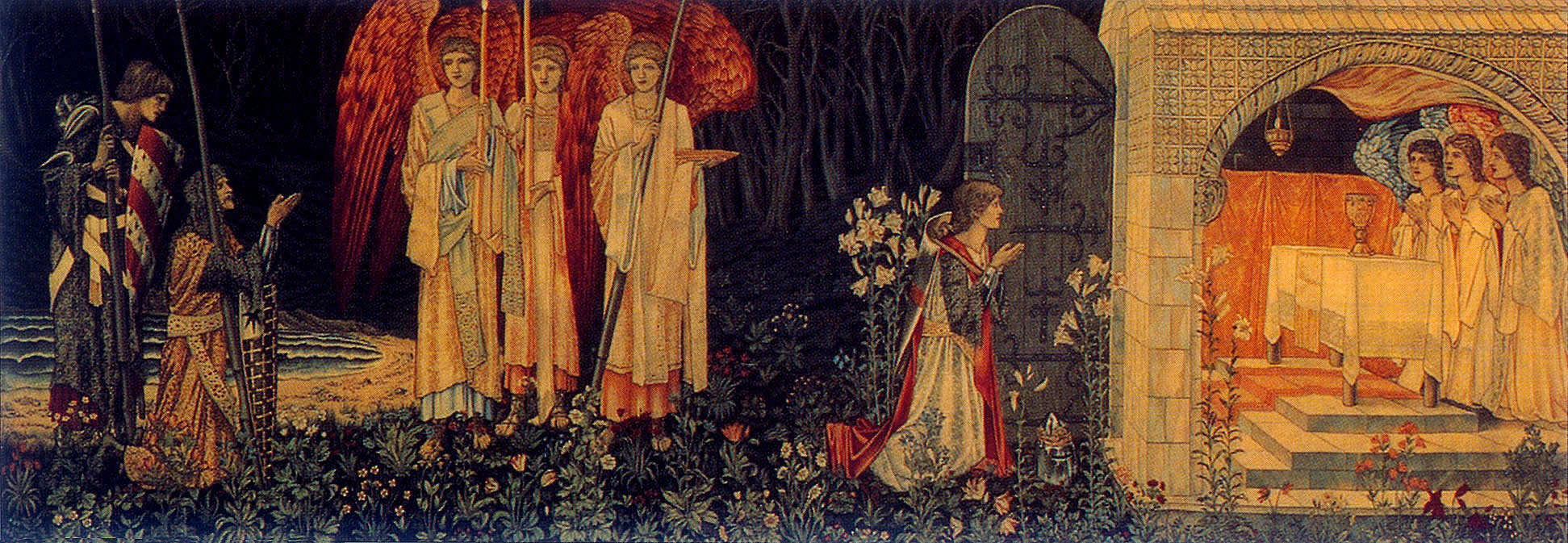
Galahad, Bors, és Percival megtalálják a Grált

Percival (más írásmód szerint Parsifal vagy Perceval) az állítólag az 5–6. sz.-ban élt Arthur király híres kerekasztalának egyik lovagja; az Arthur- illetve a Grál-legendában a nevezetes lándzsa és a szent kehely megtalálása a szerepe.
Percival – naiv, esetlen ifjú – egy hattyú megölése miatt Amfortas király várába, a Monsalvat-hegyre kerül. A király hosszú idők óta egy sebtől szenved, melyet a szent lándzsa elvesztése miatt kapott. Se élni, se meghalni nem tud, ám a jóslat szerint egy balga ember fogja begyógyítani a sebét. Percival többször is meglát egy gyönyörű kelyhet (amely valójában a Grál), de mivelhogy már többször megrótták buta kérdéseiért, inkább nem kérdez semmit. Pedig a kérdése elvezetett volna a király gyógyulásához.
Percival több éves bolyongásba kezd, míg végül eljut Camelotba, Arthur király udvarába és a kerekasztal lovagja lesz, majd nemsokára, amikor elkezdődik a Grál keresése, a Grál-lovagok egyike lesz. A keresés során Percival ismét eljut Amfortas várába, immár tudatosan keresve a Grált. Megküzd a vár mellett élő gonosz varázslóval, Klingsorral, hogy visszaszerezze a szent lándzsát; a jóslat pedig beteljesedik, miszerint ha a lándzsa hozzáér Amfortashoz, sebe begyógyul. Percival előveszi és megmutatja a Grált a lovagoknak, a teremben nagy világosság lesz, egy galamb az égbe viszi a Grált.
A legenda másik verziója szerint egy másik lovag, Galahad találja meg a Grált, kinek lelke a mennybe szállt, teste pedig az oltár előtt maradt.